# Manoir de Kiiskilä
Le Manoir de Kiiskilä (finnois : Kiiskilän kartano) est un manoir situé à Kiiskilä dans le Raïon de Vyborg en Russie.

## Présentation
Le manoir est bâti à Kiiskilä dans le grand-duché de Finlande, en bordure de la Baie de Vyborg et à dix kilomètres au sud-ouest de Viipuri.
Il doit son nom à la rivière Kiiskijoki qui traverse les terres du manoir.
Avec Monrepos, c'est le seul château existant encore dans les environs de Viipuri.
Des écrits évoquent le château dès les années 1560,.
Au début du XIXe siècle, le château est la propriété de la famille Sesemann.
En 1818, il est acheté par Friedrich Dannenberg qui en reconstruit le bâtiment principal. 
En 1841, Friedrich Dannenberg cède le château à sa fille Julie et à son gendre Leopold Wilhelm Krohn,.
Les enfants et petits-enfants de Leopold Wilhelm Krohn ont passé leur enfance ou leurs vacances dans le manoir.
Les plus connus d'entre eux sont Julius Krohn et Leopold August Krohn ainsi que les enfants de Julius Aino Kallas, Helmi Krohn, Ilmari Krohn et Kaarle Krohn.